# Hobart
Hobart (IPA: /ˈhoʊbɑːrt/) è la capitale della Tasmania, Stato federato dell'Australia. Nel 2006 la sua area metropolitana (che al suo interno comprende cinque Local Government Areas tasmaniane) contava circa 200 000 abitanti. È situata alla foce del fiume Derwent, ai piedi del monte Wellington (1 270 m), nella parte meridionale dell'isola di Tasmania. Hobart è inoltre un importante porto naturale.

## Geografia fisica

### Territorio
Hobart è situata sull'estuario del fiume Derwent nel sud-est dell'isola di Tasmania. A sud dell'estuario si estende la baia Tempestosa e la penisola di Tasman. L'area è ricca di spiagge sabbiose.

### Clima
Hobart gode di un clima oceanico temperato (Köppen Cfb).

## Storia
Hobart è dopo Sydney la seconda città più antica dell'Australia. Fu fondata nel 1804 dal tenente-colonnello David Collins e contava tra i suoi primi abitanti circa 300 condannati, un manipolo di marinai e una trentina di coloni liberi. Venne dedicata a Lord Hobart, l'allora segretario di Stato britannico alla guerra e alle colonie.
All'inizio del XX secolo la città si dotò di un tram elettrico che collegava la stazione con i sobborghi di Queensborough, Wellington, Glenorchy, Risdon e Bellerive. Oggi le strade ferrate hanno perso la loro importanza, se si escludono i treni merci che corrono lungo la costa occidentale della Tasmania e terminano al porto cittadino.

## Monumenti e luoghi d'interesse

### Architetture religiose
- Sinagoga di Hobart

### Architetture civili
- Municipio di Hobart
- Edificio Colonial Mutual Life

## Cultura
La città dispone di diversi musei, di un teatro e di un casinò.

### Istruzione

#### Università
Hobart è sede dell'Università della Tasmania.

### Eventi
- Regata Sydney-Hobart: di rinomanza mondiale, si tiene in dicembre.
- Mercato settimanale: in Salamanca Place, è un'attrazione turistica.

Città gemellate con Hobart sono L'Aquila (Abruzzo, Italia), Yaizu (isola di Honshū, Giappone) e Barile (Basilicata, Italia).

## Economia
Accanto al turismo e alla pesca, sono da segnalare la produzione di catamarani, la lavorazione del legname e la lavorazione dello zinco (presso Risdon). L'aeroporto si trova a circa 25 km a nordest del centro cittadino. Hobart è sede della catena Red Herring Surf.

## Amministrazione

### Gemellaggi
Hobart è gemellata con:
- Barile, dal 2009
- L'Aquila
- Yaizu

## Sport
La città è anche conosciuta per il torneo femminile di tennis che si gioca qui dal 1994.